# حمله به نفتکش مرسر استریت
حمله به نفتکش مرسر استریت در ۲۹ ژوئیه ۲۰۲۱ برای نفتکش مرسر استریت (انگلیسی: Mercer Street) رخ داد. نفتکش مرسر استریت، در حین سفر بدون محموله خود از تانزانیا به امارات متحده عربی، در دریای عمان مورد حمله قرار گرفت. این کشتی که با پرچم لیبریا حرکت می‌کرد، مالکی ژاپنی دارد و متعلق به یک شرکت مدیریت کشتیرانی اسرائیلی است.
نیروی دریایی ایالات متحده اظهار داشت که این حمله به وسیله پهپاد انجام شده است. اسرائیل، ایالات متحده و مقامات اروپایی، جمهوری اسلامی ایران را به حمله مرگبار به نفتکش متهم کردند. رسانه‌های دولتی ایران در ابتدا گفتند این حمله در واکنش به حمله هوایی اسرائیل به فرودگاه ضبعه در سوریه صورت گرفت. اما ایران به‌طور رسمی دخالت را تکذیب کرد.
در این حمله ناخدای رومانیایی کشتی و محافظ بریتانیایی وی کشته شدند.
نفتالی بنت، نخست‌وزیر اسرائیل، با اشاره به تکذیب ایران گفت که ایران مسئول حمله به کشتی است و اسرائیل به آن پاسخ خواهد داد. وزیر امور خارجه بریتانیا دومنیک راب گفت بریتانیا و متحدانش در حال برنامه‌ریزی برای یک پاسخ هماهنگ هستند.